# Odznaka pamiątkowa artylerii konnej II RP
Odznaka pamiątkowa artylerii konnej II RP – odznaka jednostek artylerii konnej Wojska Polskiego II RP.
Prawdopodobnie w pierwszej połowie 1922 rotmistrz Witold Grabowski, z inicjatywy płk. art.  Leona Dunin-Wolskiego, opracował projekt jednolitej odznaki pamiątkowej dla wszystkich dywizjonów artylerii konnej. 20 maja 1922 Minister Spraw Wojskowych zatwierdził wzór odznaki.
Odznaka czteroczęściowa, o wymiarach 43 × 43 mm, w kształcie krzyża maltańskiego o ramionach pokrytych emalią białą z pozłacanymi datami, utrwalającymi powstanie artylerii konnej w 1809 roku i jej odrodzenie w 1918 roku. Na środek krzyża nałożony został orzeł srebrny, oksydowany, w koronie pozłacanej, trzymający w szponach pozłacane, skrzyżowane lufy armatnie z gorejącą bombą, – tradycyjny symbol artylerii Armii Księstwa Warszawskiego. Pod lufami proporczyk emaliowany artylerii konnej, czarno-amarantowy (od 1926 roku czarno-szkarłatny). Odznaki dla szeregowych były dwuczęściowe z białego metalu, bez emalii, z datami pozłacanymi. Zgodnie z regulaminem odznaki powinny mieć wymiary 46 × 46 mm; w praktyce znane odznaki oficerskie i żołnierskie mają wymiary od 40 × 40 mm do 43 × 43 mm. Odznaka miała jednakowy wzór dla wszystkich dywizjonów.

Prawo nadawania i odbierania odznaki miała komisja kwalifikacyjna składająca się z trzech członków. Przewodniczącym komisji, od jej ustanowienia do 1939 roku, był płk art.  Leon Dunin-Wolski.

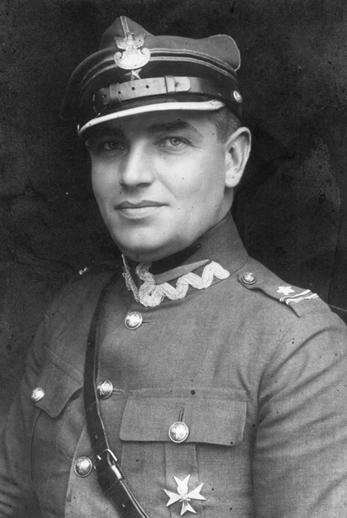
mjr Alojzy Tadeusz Schuster z odznaką artylerii konnej

Prawo do otrzymania odznaki przysługiwało oficerom i szeregowym wszystkich dywizjonów artylerii konnej, którzy pozostawali w ich szeregach w czasie działań wojennych od 1 listopada 1918 do 21 marca 1921 roku, nie mniej niż trzy miesiące na froncie lub rok w formacji poza frontem. W czasie pokoju odznakę mogli otrzymać oficerowie i podoficerowie zawodowi po przesłużeniu co najmniej dwóch lat oraz wszyscy dowódcy dywizjonów i dowódcy wyższych jednostek artylerii konnej z tytułu zajmowanego stanowiska służbowego. Szeregowi niezawodowi mogli otrzymać odznakę po roku nienagannej służby. Inne osoby fizyczne lub prawne otrzymywały odznaki honorowe za specjalne zasługi dla dobra artylerii konnej lub wojska na podstawie uchwały korpusu oficerskiego wszystkich dywizjonów, zatwierdzonej przez komisję kwalifikacyjną.